# Laurent Saint-Gérard
 (août 2018).
Laurent Saint-Gérard (parfois Laurent Gérard), né le 20 avril 1969, est un comédien et humoriste français.

## Biographie

### Enfance
Son père est Lorrain, sa mère d'origine belge. Il est le dernier d’une famille de cinq enfants. Il grandit dans plusieurs villes de province au gré des nominations de la carrière préfectorale de son père. Il aime faire le pitre, imiter les adultes, adore se déguiser et développe dès son plus jeune âge un caractère d’enfant turbulent, peu enclin à la discipline et aux conventions « républicaines » de la vie en préfecture. Il y laissera, ici ou là, des souvenirs mémorables. Après Montmorency, Dieppe, Le Havre, Mont-de-Marsan, Évreux et Limoges, il devient pensionnaire à Saint-Martin-de-France à Pontoise. C’est là qu’il goûte pour la première fois aux joies du théâtre. À 12 ans, il est le premier rôle dans Le Médecin volant de Molière. Il récidive l’année suivante en incarnant Le Schpountz de Marcel Pagnol.
Après un bac littéraire, il suit des études de journalisme et de communication. Pressenti pour animer un jeu de télévision pour enfants, il est refusé par la chaîne au prétexte qu’il n’a pas d’expérience. Sur les conseils de l’animateur plus aguerri qui le remplace, il s’inscrit au Cours Florent. Il y côtoie notamment Audrey Tautou, Anne Marivin, Guillaume Gallienne et Laurent Lafitte.

### Carrière
Ses professeurs d'art dramatique (Jérôme Leguillier, Christian Croset, Raymond Acquaviva) deviennent ses premiers metteurs en scène. Il enchaîne plus de 30 pièces en 15 ans. Il est notamment remarqué par Bernard Murat qui le distribue dans Devinez qui ? (titre original Dix Petits Nègres) et avec qui il collabore à nouveau dans un spectacle Sacha Guitry au côté de Martin Lamotte.
Il multiplie aussi les rôles au cinéma (La Vérité si je mens ! 2, Ah ! si j'étais riche, Madame Irma, Agathe Cléry, Banlieue 13) et à la télévision (Sagan, Big Jim, Femmes de loi, Paris, enquêtes criminelles, Commissaire Valence). Bruno Solo et Yvan Le Bolloc'h lui confient le rôle récurrent de Bastien Chagniac, Psy dans la nouvelle génération de Caméra Café 2.

## Formation
- 1994-1996 : Cours Florent (Jérôme Leguiller, Christian Croset, Raymond Acquaviva)
- 1997 : Cours Jean-Laurent Cochet

## Théâtre
- 1996 : Les Suites d'un premier lit d'Eugène Labiche, mise en scène Christian Croset
- 1996 : Un caprice de Alfred de Musset, mise en scène Rodolphe Sand
- 1996 : L'Intervention de Victor Hugo, mise en scène Christian Croset
- 1997 : Croque Monsieur - De M. Mithois, mise en scène Raymond Acquaviva
- 1997 : Le Nouvel Appartement de Carlo Goldoni, mise en scène Nicole Boccara
- 1997 : Cellule 118 de Alphonse Boudard, mise en scène Raymond Acquaviva
- 1997 : La France s'amuse, de F Florent, mise en scène Valérie Nègre
- 1998 : Le Grand Guignol revient !, mise en scène Élodie Cotin
- 1998 : Un certain Capitaine D., de P. Belfond, mise en scène Pascal Parsat
- 1999 : George et Alfred, mise en scène Philippe Ferran
- 2000 : Ubu roi d'Alfred Jarry, mise en scène Jacques Dupont
- 2001 : Flûte ! Champagne !! de Courteline, mise en scène Philippe Ferran
- 2002 : La guerre de l'Élysée n'aura pas lieu, de Christophe Barbier, mise en scène Fabrice Adrien
- 2003-2005 : Devinez qui ? (Dix petits nègres) de Agatha Christie, mise en scène Bernard Murat, au Palais-Royal suivi d'une tournée
- 2005 : Je t'avais dit, tu m'avais dit, de Jean Tardieu, mise en scène Christophe Luthringer, au théâtre La Luna / Festival d'Avignon
- 2006 : Flûte ! Champagne !! de Courteline, mise en scène Philippe Ferran, reprise
- 2007 : Un type dans le genre de Napoléon - De Sacha Guitry, mise en scène Bernard Murat, au théâtre Édouard VII
- 2008 : Je t'avais dit, tu m'avais dit, de Jean Tardieu, mise en scène Christophe Luthringer, théâtre du Lucernaire
- 2009 : Un type dans le genre de Napoléon - De Sacha Guitry, mise en scène Bernard Murat, tournée

### One man show
- 2011-2014 : mise en scène Christophe Luthringer - Prix du public du 29e Festival d'humour de Saint-Gervais - 400 représentations Paris et Tournée

## Filmographie

### Acteur

#### Cinéma

##### Longs-métrages
- 2000 : Jet Set de Fabien Onteniente
- 2001 : La Vérité si je mens ! 2 de Thomas Gilou
- 2002 : Ah ! si j'étais riche de Michel Munz et Gérard Bitton
- 2005 : Le Démon de midi de Marie Pascale Osterrieth
- 2006 : Madame Irma de Didier Bourdon et Yves Fajnberg
- 2008 : Sagan de Diane Kurys
- 2008 : Agathe Cléry d'Étienne Chatiliez
- 2009 : Bambou de Didier Bourdon
- 2009 : Banlieue 13 : Ultimatum de Patrick Alessandrin
- 2009 : Imogène McCarthery de Alexandre Charlot et Franck Magnier
- 2014 : Les souvenirs de Jean-Paul Rouve
- 2014 : Maestro de Léa Fazer
- 2014 : Supercondriaque de Dany Boon
- 2016 : Radin ! de Fred Cavayé
- 2016 : Dalida de Lisa Azuelos
- 2017 : Mon poussin de Frédéric Forestier
- 2018 : Le retour du héros de Laurent Tirard
- 2018 : Lola et ses frères de Jean-Paul Rouve
- 2022 : Le Nouveau Jouet de James Huth

##### Courts-métrages
- 2001 : Nuit d'argent de Michaël Donio, avec Daniel Mesguich, Cyrielle Clair et Jacques Zabor
- 2006 : Acteur de Jocelyn Quivrin, avec Nathalie Baye, Jean-Pierre Cassel, Éva Darlan, Alice Taglioni

#### Télévision

##### Séries télévisées
- 2005 : Commissaire Valence (épisode 10 : Cœur de pierre), de Denis Amar
- 2006 : Paris, enquêtes criminelles, de Gilles Béhat (saison 1, épisode 5 : Scalpel)
- 2006 : Femmes de loi (épisode : Femmes fatales), de Hervé Renoh
- 2009 : Caméra Café 2  Rôle récurrent de Bastien, le psy (Saison 1 - Saison 2) de Bruno Solo
- 2013 : C'est la crise ! - Anne Roumanoff Rôle du ministre
- 2014 : Previously de Jean-Paul Géronimi
- 2014 : France Kbek de Jonathan Cohen
- 2016 : La Vie devant elles de Gabriel Aghion
- 2017 : Origines Saison 2 de Jérôme Navarro
- 2017 : Sans Mensonges de Francis Magnin et Tom Villa

##### Téléfilms
- 2000 : Le Mariage de mon mari de Charlotte Brändström
- 2008 : La Belle Vie de Virginie Wagon
- 2009 : Big Jim de Christian Merret-Palmair
- 2013 : Boulevard du Palais de Christian Bonnet
- 2014 : Stavisky, l'escroc du siècle de Claude-Michel Rome
- 2014 : L'Héritière d'Alain Tasma
- 2015 : Meurtres en Bourgogne de Jérome Navarro
- 2016 : Mystère à l'Opéra de Léa Fazer

### Réalisateur
- 2002 : Merci Mademoiselle, prix du public du Festival du film court de Lille - Prix du Public et prix de la Musique du Festival européen du court métrage de Bordeaux (Court métrage)
- 2013 : C'est fini avec Loïc, co-écrit avec Alice Taglioni  pour l'opération Talents Cannes de l'Adami (Court métrage)